# Le Buret
Le Buret település Franciaországban, Mayenne megyében. Lakosainak száma 313 fő (2022. január 1.). Le Buret Beaumont-Pied-de-Bœuf, Bouère, La Cropte, Meslay-du-Maine, Préaux és Saint-Charles-la-Forêt községekkel határos.

## Népesség
A település népességének változása:
| Lakosok száma | 334  | 251  | 254  | 302  | 307  | 309  | 309  | 307  | 306  | 313  |
|               | 1968 | 1982 | 1990 | 2006 | 2013 | 2015 | 2017 | 2019 | 2020 | 2022 |